# Terry Scott
Owen John „Terry” Scott (Watford, Hertfordshire, Egyesült Királyság, 1927. május 4. – Godalming, Surrey, 1994. július 26.) brit filmszínész, komikus. Főleg a Folytassa-vígjátéksorozatban alakított szerepeiről ismert.

## Élete

### Pályája
Watfordban nőtt fel, az itteni iskolába járt. Hárman testvér közül ő volt a legfiatalabb, egyik bátyja meghalt, amikor ő hatesztendős volt. Már gyermekként színésznek készült, a helyi amatőr színjátszó társulatban játszott kisebb szerepeket. A második világháború végén a Royal Navy kötelékében teljesített szolgálatot.
A háború után rövid ideig könyvelést tanult, majd saját erejéből nekivágott a színészi és produceri pályának. Először rádiós műsorokban szerepelt, majd megjelent az első televíziós szórakoztató műsorokban is. Első nagyobb sikerét a Great Scott, it’s Maynard című kabaréműsorban aratta, ahol társával, Bill Maynarddal együtt humoros jeleneteket adtak elő.
Első mozifilmes szerepét, mint rendőr őrmester, a Blue Murder at St Trinian’s című 1957-es komédiában kapta, ahol Terry-Thomas volt a főszereplő. Figyelemre méltó mellékszerepek sorozata következett, pl. a I’m All Right Jack-ben (1959), Too Many Crooks-ban (1959), mindkettő szintén Terry-Thomas főszereplésével; a Father Came Too!-ban (1964, James Robertson Justice főszereplésével); a Mrs. McGinthy halott (Murder Most Foul, 1964) című Miss Marple-krimiben (Wells rendőrbiztos), és a Doctor in Clover c. kórházi vígjátékban (Robert, a fodrász), itt Leslie Phillips oldalán.
1969-től kezdett June Whitfielddel együtt dolgozni, ez az időszak igen sikeres és gyümölcsöző volt életében. Együtt csinálták a Scott on … szórakoztató műsorsorozatot. 1974–1978 között ketten játszották a Happy Ever After, majd utána 1979–1987 között Terry and June című szórakoztató műsorokat, amelyek főműsoridőben elérték a 15 milliós nézőszámot, és azóta is Nagy-Britannia legsikeresebb televíziós adásainak számítanak.
Életének nagy sikersorozatát Gerald Thomas rendező Folytassa-sorozata hozta el. Már 1958-ban, a sorozat legelső filmjében, a Folytassa, őrmester!-ben kapott egy kisebb szerepet (Paddy O’Brien őrmester). Egy évtizednyi szünet után 1968-ben a Folytassa a Khyber-szorosban! c. vígjátékban hasonló jellegű, de jóval hangsúlyosabb szerepet kapott, a pokróc stílusú Macnutt főtörzsőrmestert. Ezt rendszeres szerepek követték a sorozat egymást követő filmjeiben. Scott parodisztikusan alakíthatta Tarzant, Thomas Wolsey bíborost, Dr. Frankensteint. Az 1970-es Carry On Christmas egyik jelenetében ő volt „Treyhornay úr”, parodizálva Stevenson: A kincses sziget-éből ismert Trelawney urat. 
1972-ben a Folytassa, főnővér!-ben utoljára szerepelt a sorozaton belül, mint Dr. Prodd, itt Kenneth Williams és Sidney James mellett Scott egykori televíziós partnere, Bill Maynard is megjelent. Ugyanebben az évben Gerald Thomas rendező szarapet adott neki a Házi áldás c. vígjátékban, a hasonló című tévésorozat alapját képező mozifilmben, ahol Sidney James mellett játszhatott, egyben ez volt Scott és June Whitfield egyetlen közös mozifilmje. (Scott részt vett az 1971-es Folytassa, amikor Önnek megfelel!-ben és az 1972-es Folytassa külföldön! forgatásán is, de az utómunkák során jeleneteit kivágták, a vásznon Scott már nem jelenik meg).

### Magánélete, egészsége
1949-ben Mary Howardot vette feleségül, 1957-ben elváltak, és még abban évben feleségül vette Margaret Peden táncosnőt, aki Scott haláláig, 1994-ig mellette maradt. Két feleségétől összesen öt gyermeke született.
Az 1970-es évek végén Scott egészségi állapota megromlott. 1979-ben súlyos agyvérzés érte, több órás, nehéz idegsebészeti műtéttel tudták megmenteni. Bénulás jelei mutatkoztak nála, nyaktámaszt kellett viselnie.
1987-ben, miután a Terry and June sorozat véget ért, Scott idegösszeomlást kapott. Ebben közrejátszhatott az a tény is, hogy nyilvánosságra került: 1957 után, már második házassága idején számos viszonyt folytatott más nőkkel. Az 1980-as évek végén rákbetegség is megtámadta. 
Hosszú szenvedés után 1994. július 26-án hunyt el, családja körében, 67 éves korában.

## Főbb filmszerepei
- 1957: Blue Murder at St. Trinian’s,, rendőr örmester
- 1958: Folytassa, őrmester! (Carry On Sergeant), Paddy O’Brien őrmester
- 1959: Too Many Crooks, rendőr-tűzoltó
- 1961: Az álnok papagáj (The Night We Got the Bird), P. C. Lovejoy
- 1961: Kettős ágy (Double Bunk), vízirendőr
- 1961: Majdnem baleset (Nearly a Nasty Accident), Sam Stokes
- 1961: Csak a javadat akarom (No, My Darling Daughter), rendőrbiztos
- 1961: Micsoda blöff (What a Whopper), őrmester
- 1962: A vesztes nyer (A Pair of Briefs), rendőr a bíróságon
- 1964: Mrs. McGinthy halott (Murder Most Foul), Wells rendőrbiztos
- 1964: Az űrutas rendet teremt (Gonks Go Beat), PM
- 1966: Doctor in Clover, Robert, a fodrász
- 1967: Asterix, a gall (Astérix le Gaulois), animációs film, Obélix angol hangja
- 1968: Folytassa a Khyber-szorosban! (Carry On… Up the Khyber), Macnutt főtörzsőrmester
- 1969: Folytassa a kempingezést! (Carry On Camping), Peter Potter
- 1969: Carry on Christmas, tévéfilm, több szerep (Dr. Frank N. Stein / kolostori lány / Mr. Barrett )
- 1970: Folytassa a dzsungelben! (Carry on Up the Jungle), Ugh (~Tarzan), a dzsungel fia
- 1970: Folytassa a szerelmet! (Carry on Loving), Terence Philpot
- 1970: Carry on Again Christmas, tévéfilm, Treyhornay úr
- 1971: Folytassa, Henry! (Carry on Henry), Wolsey bíboros
- 1971: Folytassa, amikor Önnek megfelel! (Carry on at Your Convenience), Mr. Allcock (kivágva)
- 1972: Folytassa, főnővér! (Carry On Matron), Dr. Prodd
- 1972: Házi áldás (Bless This House), Ronald Baines
- 1972: Folytassa külföldön! (Carry on Abroad), Wundatours irodás utazó (kivágva)
- 1973: Christmas Pantomime: Robin Hood, „Rossz” rabló
- 1981–1992: Danger Mouse, részben animációs tévésorozat, Penfold (90 epizódban)

June Whitfielddel közös tévésorozataik
- 1964–1974: Scott On…,   tévésorozat, Terry (30 epizódban)
- 1974–1979: Happy Ever After, tévésorozat, Terry Medford (40 epizódban)
- 1979–1987: Terry and June, tévésorozat, Terry Medford  (65 epizódban)

## További információ
- Terry Scott a PORT.hu-n (magyarul)
- Terry Scott az Internetes Szinkronadatbázisban (magyarul)
- Terry Scott az Internet Movie Database-ben (angolul)
- Terry Scott a Rotten Tomatoeson (angolul)
- Terry Scott az AlloCiné weboldalán (franciául)
- Terry Scott Profile. Famousfix.com. (Hozzáférés: 2023. január 18.)
- Robert Ross. The Carry On Companion. London: B.T. Batsford (2002). ISBN 0-7134-8771-2
- Terry Scott a Carry On sorozat emlékoldalán (carryon.org.uk) Archiválva 2021. szeptember 21-i dátummal a Wayback Machine-ben
- Carry On Line: Official Website of the Carry On films Archiválva 2021. január 25-i dátummal a Wayback Machine-ben